# King & Maxwell
King & Maxwell è una serie televisiva statunitense creata da Shane Brennan e basata su alcuni romanzi scritti da David Baldacci. La serie è stata trasmessa in prima visione assoluta sul canale televisivo statunitense TNT nel 2013. La serie è stata cancellata il 20 settembre 2013.
La serie è stata trasmessa in prima visione in lingua italiana nella Svizzera italiana da RSI LA1 dal 10 dicembre 2013, mentre in Italia dal 7 agosto 2014 su Rai 2.

## Trama
Sean King e Michelle Maxwell sono due ex agenti segreti che dopo essere stati licenziati intraprendono la carriera di investigatori privati. Grazie all'addestramento ricevuto e al loro forte legame, i due si trovano spesso avvantaggiati rispetto ai loro sospettati e alcune volte anche rispetto alle forze dell'ordine.

## Episodi
| Stagione       | Episodi | Prima TV originale | Prima TV Svizzera |
| -------------- | ------- | ------------------ | ----------------- |
| Prima stagione | 10      | 2013               | 2013-2014         |

## Personaggi e interpreti
- Sean King, interpretato da Jon Tenney, doppiato da Massimo Rossi.
- Michelle Maxwell, interpretata da Rebecca Romijn, doppiata da Laura Romano.
- Edgar Roy, interpretato da Ryan Hurst, doppiato da Alberto Bognanni.
- Frank Rigby, interpretato da Michael O'Keefe, doppiato da Carlo Valli.
- Darius Carter, interpretato da Chris Butler, doppiato da Alessio Cigliano.

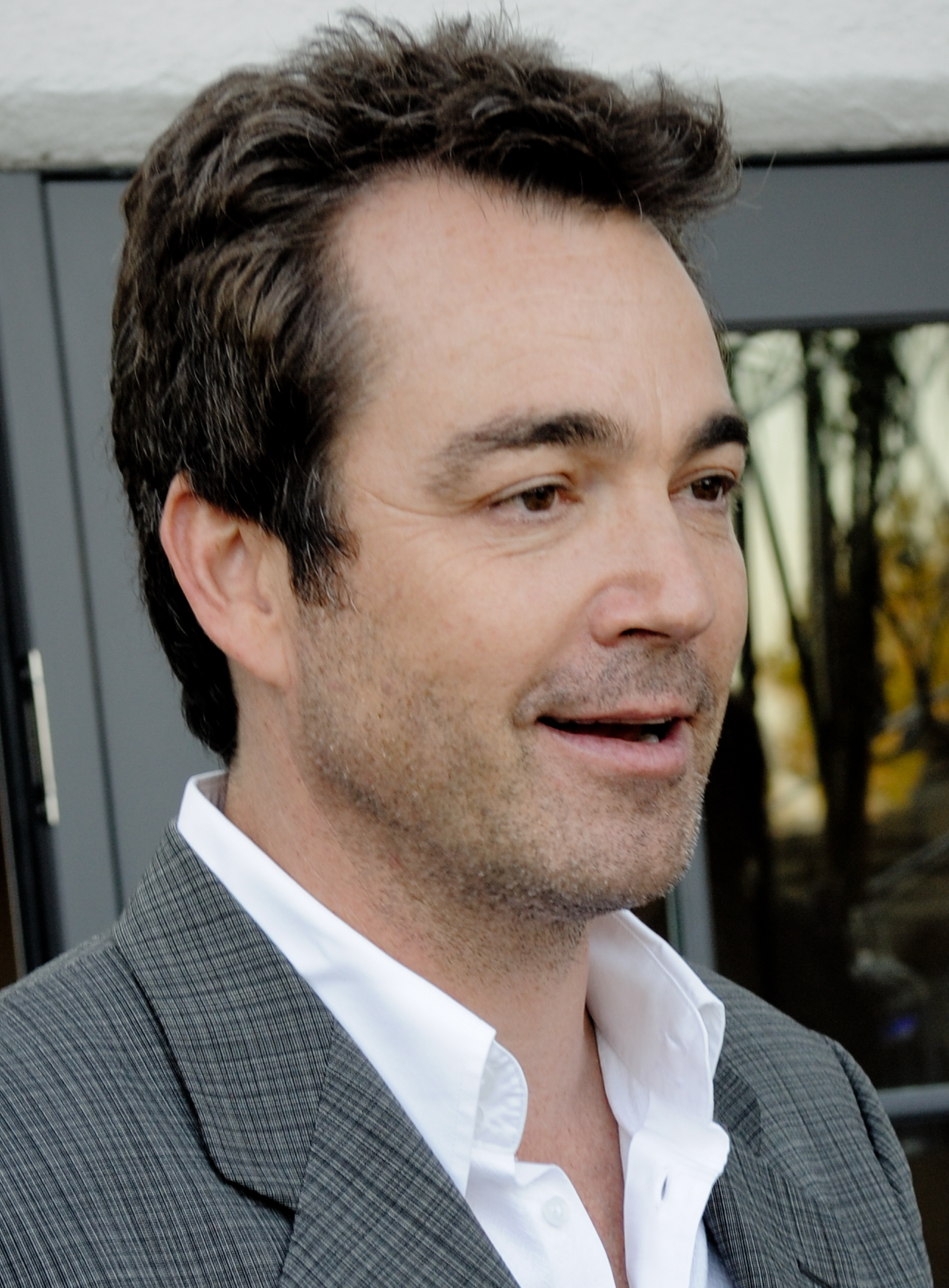
Jon Tenney interpreta Sean King
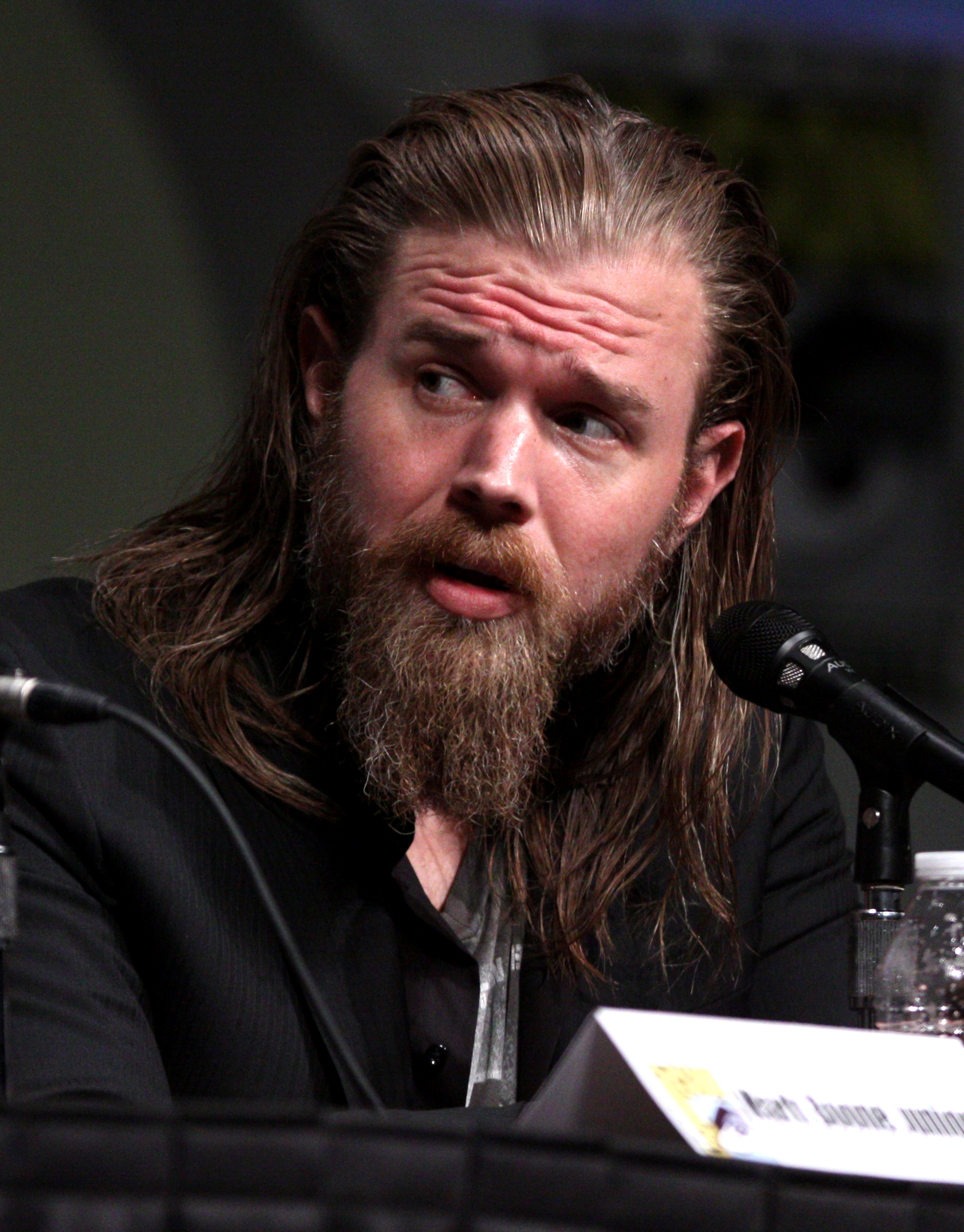
Ryan Hurst interpreta Edgar Roy